# Cordillera Riesco
Cordillera Riesco är en bergskedja i Chile.   Den ligger i regionen Región de Magallanes y de la Antártica Chilena, i den södra delen av landet, 2 100 km söder om huvudstaden Santiago de Chile.
Trakten runt Cordillera Riesco består i huvudsak av gräsmarker. Trakten runt Cordillera Riesco är nära nog obefolkad, med mindre än två invånare per kvadratkilometer.